# Saison 2 de You're the Worst
Chronologie
Saison 1 Saison 3
Cet article présente le guide des épisodes de la deuxième saison de la série télévisée américaine You're the Worst.

## Synopsis
Cette saison, Jimmy et Gretchen se sont officiellement installés ensemble et vont devoir gérer leurs relation et tout faire pour ne pas devenir un vieux couple à la vie routinière. Edgar tente de se rapprocher de Lindsay, mais cette dernière est de plus en plus incontrôlable depuis son divorce. 

## Généralités
- Aux États-Unis, la saison a été diffusée entre le 9 septembre 2015 et le 9 décembre 2015 sur FXX.
- Au Canada, elle a été diffusée simultanément sur FXX Canada.
- En France, elle a été diffusée intégralement le 26 décembre 2016 sur Canal+ Séries lors d'un marathon diffusant l'intégrale des deux premières saisons.
- En Suisse, elle a été diffusée entre le 11 juillet 2017 et le 3 octobre 2017 sur RTS Un.
- Elle reste inédite en Belgique et au Québec.

## Distribution

### Acteurs principaux
- Chris Geere (VF : Yoann Sover) : Jimmy Shive-Overly
- Aya Cash (VF : Victoria Grosbois) : Gretchen Cutler
- Desmin Borges (en) (VF : Antoine Schoumsky) : Edgar Quintero
- Kether Donohue (VF : Bénédicte Bosc) : Lindsay Jillian (née Cottumaccio)

### Acteurs récurrents
- Allen McLeod (VF : Charles Pestel) : Paul Jillian
- Brandon Mychal Smith (VF : Jean-Michel Vaubien) : Sam Dresden
- Janet Varney (en) (VF : Marie Diot) : Becca Barbara (née Cottumaccio)
- Todd Robert Anderson (VF : Laurent Orry) : Vernon Barbara
- Shane Francis Smith (VF : Victor Quilichini) : Killian Mounce
- Darrell Britt-Gibson (en) (VF : Namakan Koné) : Shitstain
- Allen Maldonado (VF : Jean-Baptiste Anoumon) : Honeynutz
- Stephen Schneider (VF : Jean-Alain Velardo) : Ty Wyland
- Collette Wolfe (VF : Elisa Bourreau) : Dorothy Durwood[1]
- Mageina Tovah (VF : Ana Piévic) : Amy Cadingle[2]
- Tessa Ferrer (VF : Audrey Sablé) : Nina Keune
- Echo Kellum (VF : Olivier Chauvel) : Nathan[3]

### Acteurs invités
- Andy Buckley : Russell Fleischer[4]
- Justin Kirk : Rob[5]
- Tara Summers : Lexi[5]
- David Schaal (en) : Ronny Shive-Overly[6]
- Jayme Entwistle : Fiona Shive-Overly[7]
- Jessica Chaffin (en) : Di Shive-Overly[7]
- Katie Costick : Lilly Shive-Overly[7]

## Épisodes

### Épisode 2:Cohabitation difficile
- États-Unis /  Canada : 16 septembre 2015 sur FXX / FXX Canada
- France : 26 décembre 2016 sur Canal+ Séries
- Suisse : 18 juillet 2017 sur RTS Un
- Belgique : 11 octobre 2018 sur Plug RTL

- États-Unis : 267 000 téléspectateurs[10] (première diffusion)

- Andy Buckley : Russell Fleischer

### Épisode 3:La Bande à Gretchen
- États-Unis /  Canada : 23 septembre 2015 sur FXX / FXX Canada
- France : 26 décembre 2016 sur Canal+ Séries
- Suisse : 25 juillet 2017 sur RTS Un
- Belgique : 11 octobre 2018 sur Plug RTL

- États-Unis : 233 000 téléspectateurs[11] (première diffusion)

### Épisode 4:Stage d'écriture
- États-Unis /  Canada : 30 septembre 2015 sur FXX / FXX Canada
- France : 26 décembre 2016 sur Canal+ Séries
- Suisse : 1er août 2017 sur RTS Un
- Belgique : 18 octobre 2018 sur Plug RTL

- États-Unis : 294 000 téléspectateurs[12] (première diffusion)

- Echo Kellum : Tall Nathan

### Épisode 5:Les Joies de l'écriture
- États-Unis /  Canada : 7 octobre 2015 sur FXX / FXX Canada
- France : 26 décembre 2016 sur Canal+ Séries
- Suisse : 8 août 2017 sur RTS Un
- Belgique : 18 octobre 2018 sur Plug RTL

- États-Unis : 198 000 téléspectateurs[13] (première diffusion)

- Echo Kellum : Tall Nathan

### Épisode 6:Escapades nocturnes
- États-Unis /  Canada : 14 octobre 2015 sur FXX / FXX Canada
- France : 26 décembre 2016 sur Canal+ Séries
- Suisse : 15 août 2017 sur RTS Un
- Belgique : 25 octobre 2018 sur Plug RTL

- États-Unis : 132 000 téléspectateurs[14] (première diffusion)

- Echo Kellum : Tall Nathan

### Épisode 7:À fleur de peau
- États-Unis /  Canada : 21 octobre 2015 sur FXX / FXX Canada
- France : 26 décembre 2016 sur Canal+ Séries
- Suisse : 22 août 2017 sur RTS Un
- Belgique : 25 octobre 2018 sur Plug RTL

- États-Unis : 182 000 téléspectateurs[15] (première diffusion)

### Épisode 8:Halloween d'enfer
- États-Unis /  Canada : 28 octobre 2015 sur FXX / FXX Canada
- France : 26 décembre 2016 sur Canal+ Séries
- Suisse : 29 août 2017 sur RTS Un
- Belgique : 2 novembre 2018 sur Plug RTL

- États-Unis : 240 000 téléspectateurs[16] (première diffusion)

### Épisode 9:Les Voisins
- États-Unis /  Canada : 4 novembre 2015 sur FXX / FXX Canada
- France : 26 décembre 2016 sur Canal+ Séries
- Suisse : 5 septembre 2017 sur RTS Un
- Belgique : 2 novembre 2018 sur Plug RTL

- États-Unis : 234 000 téléspectateurs[17] (première diffusion)

- Justin Kirk : Rob
- Tara Summers : Lexi

### Épisode 10:Les Quatre Jours les plus longs
- États-Unis /  Canada : 11 novembre 2015 sur FXX / FXX Canada
- France : 26 décembre 2016 sur Canal+ Séries
- Suisse : 12 septembre 2017 sur RTS Un
- Belgique : 9 novembre 2018 sur Plug RTL

- États-Unis : 185 000 téléspectateurs[18] (première diffusion)

- David Schaal (en) : Ronny Shive-Overly
- Jayme Entwistle : Fiona Shive-Overly
- Jessica Chaffin (en) : Di Shive-Overly
- Katie Costick : Lilly Shive-Overly

### Épisode 11:L'Indifférence la plus totale
- États-Unis /  Canada : 18 novembre 2015 sur FXX / FXX Canada
- France : 26 décembre 2016 sur Canal+ Séries
- Suisse : 19 septembre 2017 sur RTS Un
- Belgique : 9 novembre 2018 sur Plug RTL

- États-Unis : 188 000 téléspectateurs[19] (première diffusion)

### Épisode 12:Les Autres Choses à faire
- États-Unis /  Canada : 2 décembre 2015 sur FXX / FXX Canada
- France : 26 décembre 2016 sur Canal+ Séries
- Suisse : 26 septembre 2017 sur RTS Un
- Belgique : 16 novembre 2018 sur Plug RTL

- Justin Kirk : Rob

### Épisode 13:Le Grand Déballage
- États-Unis /  Canada : 9 décembre 2015 sur FXX / FXX Canada
- France : 26 décembre 2016 sur Canal+ Séries
- Suisse : 3 octobre 2017 sur RTS Un
- Belgique : 16 novembre 2018 sur Plug RTL